# Alfons Blümel
Alfons Blümel (* 13. September 1884 in Wien; † 18. Mai 1943 ebenda) war ein österreichischer Pianist und Komponist.

## Leben und Werk
Als Sohn eines Gastwirtes erhielt Alfons Blümel seine musikalische Ausbildung von  Hermann Graedener und Richard Heuberger. Er absolvierte von 1902 bis 1907 ein Jura-Studium an der Universität Wien, verzichtete aber auf die abschließende Ablegung der Rigorosen. 1907 nahm er als Mitglied des Wiener Männergesangsvereins an einer Amerikafahrt teil. Bei Konzerten des Chores trat er als Klavierbegleiter öffentlich auf. In der Folge wurde er öfter öffentlich als Klavierbegleiter und in Kammermusikensembles aktiv. Zwischen 1934 und 1940 war er regelmäßig auf Radio Wien als Klavierbegleiter zu hören, unter anderem der Sopranistinnen Vera Schwarz und Anna-Maria Chorinsky-Hardegg. Unter anderem führte er Altwiener Musik mit auf.
Alfons Blümel schrieb Lieder, Kammermusik, Orchesterwerke und die Oper Die Heilige. Veröffentlicht sind Dafnis-Lieder nach Gedichten von Arno Holz und Lieder nach anderen modernen Dichtern sowie Volksliedbearbeitungen.